# Agosti Xaho
Agosti Xaho (na baskijskom)  ili  Augustin Chaho na francuskom (punim imenom:Joseph Augustin Chaho) bio je važan romantičarski baskijski pisac. Rođen je u Tardetsu (Atharratze u baskijski), Zuberoa, u Francuskoj Baskiji, 10. listopada 1811., a umro u Bajoni, Lapurdija 23. listopada 1858. Navodno je studirao u Parizu s Charlesom Nodierom.
1836. godine na francuskom jeziku napisao je "Put u Navaru" tijekom ustanka Baska (1830. – 1835.) o svojim iskustvima u Prvom karlističkom ratu koji je tumačio kao etnički rat Baska protiv Španjolske, "Legendu o Aitoru" u kojoj je izumio nacionalni mit koji je bio uveliko prihvaćen neko vrijeme i Azti-Begia "Vračarino oko" na zuberoanskom baskijskom.
Bio je pristaša republikanaca i postao vijećnik u Bajoni i departmanu Basses-Pyrénées. Bio je na čelu revolucije 1848. u Bajoni. Nakon bonapartističkog puča 1851., pobjegao je u Vitoriju-Gazteiz, u Alavi, Južnoj Baskiji.

## Vanjske poveznice
- CHAHO, Joseph Augustin in the Spanish-language Bernardo Estornés Lasa - Auñamendi Encyclopedia
- Online edition of 'Azti-Begia'  Arhivirana inačica izvorne stranice od 18. veljače 2014. (Wayback Machine)
- Augustin Chaho. Precursor incomprendido. Un précurseur incompris (1811-1858), in Spanish and French, by Xabier Zabaltza
- Aïtor. Légende cantabre / Aitor. - Leyenda cántabra / Aitor. - Kantabriar kondaira